# Dimitrinka Todorova
Dimitrinka Todorova (en búlgaro, Димитринка Тодорова) es una ex gimnasta rítmica búlgara.

## Trayectoria
Tuvo presencia en eventos internacionales de gimnasia rítmica de fines de la década de 1980 y principios de los años 90.
En el campeonato de Europa júnior disputado en 1989 en Tenerife obtuvo varias medallas de oro: en el concurso completo, en las finales de pelota y cuerda y por equipos, junto a sus compañeras Mila Marinova y Teodora Blagoeva además de dos de plata en las finales de mazas y de aro.
Ya en categoría sénior, participó en el campeonato de Europa de 1990 de Gotemburgo donde fue cuarta en el concurso completo individual, medalla de plata por equipos con Bulgaria, esta vez junto a sus compañeras Yulia Baycheva y Neli Atanassova y en las finales por aparatos logró otras dos medallas de bronce en cinta y cuerda, mientras que fue octava en la de pelota. 
En 1992 estuvo en el campeonato de Europa de Stuttgart, donde fue medalla de oro por equipos con Bulgaria, esta vez junto a sus compañeras María Petrova y Diana Popova, y obtuvo otra medalla de bronce en la final de pelota. En este campeonato fue octava en el concurso completo, cuarta en la final de mazas y sexta en la de aro.